# Alphonse de Rambervillers
Alphonse de Rambervillers est un poète mystique lorrain du début du XVIIe siècle.

## Biographie
Il est né en 1560 à Toul. Son père, Claude de Rambervillers, est procureur de la ville. Devenu docteur ès droits à l'université de Toulouse, Alphonse de Rambervillers est d'abord avocat au bailliage de l'évêché de Metz à Vic-sur-Seille, à partir de 1587, puis lieutenant général au même bailliage, en 1593, lorsque la place occupée par son oncle Eucaire de Rambervillers devient vacante. Catholique fervent, son œuvre est empreinte de sa foi. 
Alphonse de Rambervillers est aussi un collectionneur, amateur d'art et de curiosités, doublé d'un artiste. On lui prête des talents de miniaturiste, de peintre, de musicien, ainsi que des compétences dans la taille du cristal de roche. Il entretient une correspondance avec Nicolas-Claude Fabri de Peiresc, conseiller au parlement de Provence, homme de lettres et astronome. Il est également en contact avec Nicolas Coeffeteau et Jean-Jacques Boissard.

## Quelques-unes de ses œuvres
- Les devots elancemens du Poete chrestien, Paris, Jérémie Périer, 1602 (mise en vente en 1610 seulement, sous l'adresse parisienne de Jérémie Périer ou sous l'adresse touloise de François du Bois) ; Pont-à-Mousson, Melchior Bernard, 1603 (édition augmentée) ; Paris, Abraham Pacard, 1617 (édition conforme à celle de Jérémie Périer).
- Les actes admirables en prosperité, en adversité, et en gloire du bienheureux Martyr Sainct Livier, Gentil-homme d'Austrasie [suivis de] Verification des miracles fais en la fontaine de Vireval, voisine de l'Abbaye de Salival, pres la ville de Vic, [...] par l'intercession du glorieux Martyr Saint Livier [...], Vic, Claude Félix, 1624, in-8°, 100, 75 p. Comporte une eau-forte de Jacques Callot. (Ce dernier ouvrage ne laissa pas indifférent le pasteur réformé messin Paul Ferry qui répliqua par un opuscule intitulé Remarques d'histoires sur les discours de la vie et de la mort de saint Livier et le récit de ses miracles nouvellement publié, [sl. nn.], 1624.)